# Clavulicium pilatii
Clavulicium pilatii é uma espécie de fungo pertencente à família Hydnaceae.